# Алберто Джакомети
Алберто Джакомети (на италиански: Alberto Giacometti) е швейцарски скулптор, живописец и график.

## Биография
Роден е на 10 октомври 1901 година в Стампа, днес част от Брегаля в кантона Граубюнден, в протестантското италианоезично семейство на художника Джовани Джакомети. Негови по-малки братя са художниците Диего Джакомети и Бруно Джакомети. През 1922 година се установява в Париж и през следващите години се утвърждава като един от водещите скулптори на сюрреализма.
Алберто Джакомети умира на 11 януари 1966 година в Кур.

## Галерия
- Джакомети на 31-вото Венецианско биенале през 1962 г.
- „Композиция (Мъж и жена)“, бронз, 1927, отливка 1964, Tate Modern, Лондон
- „Часът на следите“, метална жица и хоросанова скулптура, 1939, Tate Modern, Лондон
- „Крачеща жена“, бронз, 1922 или 1936, отливка 1966, Tate Modern, Лондон

## Връзки
- Salvatore Garau

## За него
- Bonnefoy Y. Alberto Giacometti: Biographie d’une œuvre. Paris: Flammarion, 1991
- Genet J. L’atelier d’Alberto Giacometti. Paris: L’Arbalète, 1992
- Ponge F. „Reflections on Statuettes, Figures & Paintings of Alberto Giacometti“ // Art in Theory. 1900 – 1990. Oxford, 1993. P.614 – 615.
- Sylvester D. Looking at Giacometti. New York: Owl Books, 1997
- Dupin J. Alberto Giacometti, textes pour une approche, Paris: Fourbis, 1991.
- Lord J. Mythic Giacometti. New York: Farrar, Straus and Giroux, 200
- Milz M. Samuel Beckett und Alberto Giacometti: das Innere als Oberfläche. Würzburg: Königshausen und Neumann, 2006